# گذرنامه لوکزامبورگی

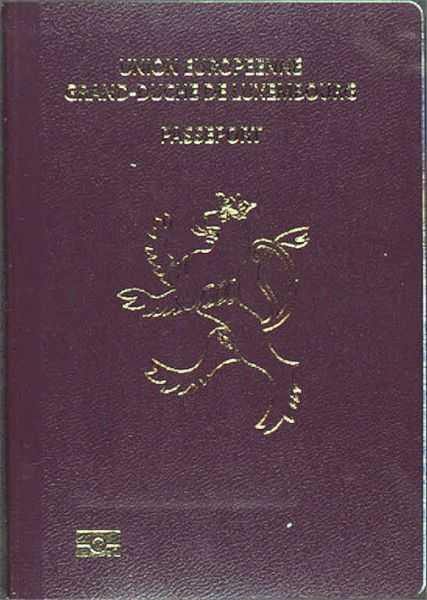
نمایی از یک‌نسخه گذرنامهٔ لوکزامبورگی در سال ۲۰۲۱

گذرنامهٔ لوکزامبورگی یک مدرک سفر بین‌المللی است که توسط کشور لوکزامبورگ صادر می‌شود و بنا بر داده‌های سال ۲۰۲۳، دارندگان آن می‌توانستند به ۱۸۹ کشور دیگر بدون دریافت ویزا سفر کنند یا ویزا را در بدو ورود دریافت نمایند. این گذرنامه بر اساس رتبه‌بندی شاخص گذرنامهٔ هنلی در سال ۲۰۲۳ در رتبهٔ ۴ قرار داشت.